# Luis Pascual Dri
Luis Pascual Dri (Federación, 17 de abril de 1927-Buenos Aires, 30 de junio de 2025) fue un eclesiástico y profesor católico argentino, miembro de la Orden de los Hermanos Menores Capuchinos, confesor en el Santuario Nuestra Señora de Pompeya en Buenos Aires.
Fue creado cardenal por el papa Francisco durante el consistorio del 30 de septiembre de 2023, con el título diaconal de Santo Ángel en Pescheria.

## Primeros años
Nació el 17 de abril de 1927, en la ciudad argentina de Federación. Hijo de Antonio Dri y Estela Lodi, inmigrantes italianos que trabajaban en el campo para sostener a su numerosa familia de diez hijos.
Cuatro de sus hermanas ingresaron a la vida religiosa, y tres de sus hermanos, incluido él, fueron ordenados sacerdotes capuchinos. Otro de sus hermanos contrajo matrimonio, mientras que dos fallecieron en la infancia.
A la temprana edad de cuatro años, quedó huérfano. Desde muy joven asumió responsabilidades en el campo, dedicándose al cuidado de los animales y al cultivo de maíz y alfalfa. Recibió su educación inicial en la escuela rural de su pueblo natal.

## Vida religiosa

### Primeros años y sacerdocio
En enero de 1938, a la edad de 11 años, ingresó al Seminario Capuchino, donde completó su formación primaria y secundaria. Posteriormente, ingresó al noviciado de los Hermanos Menores Capuchinos en Montevideo,Uruguay.

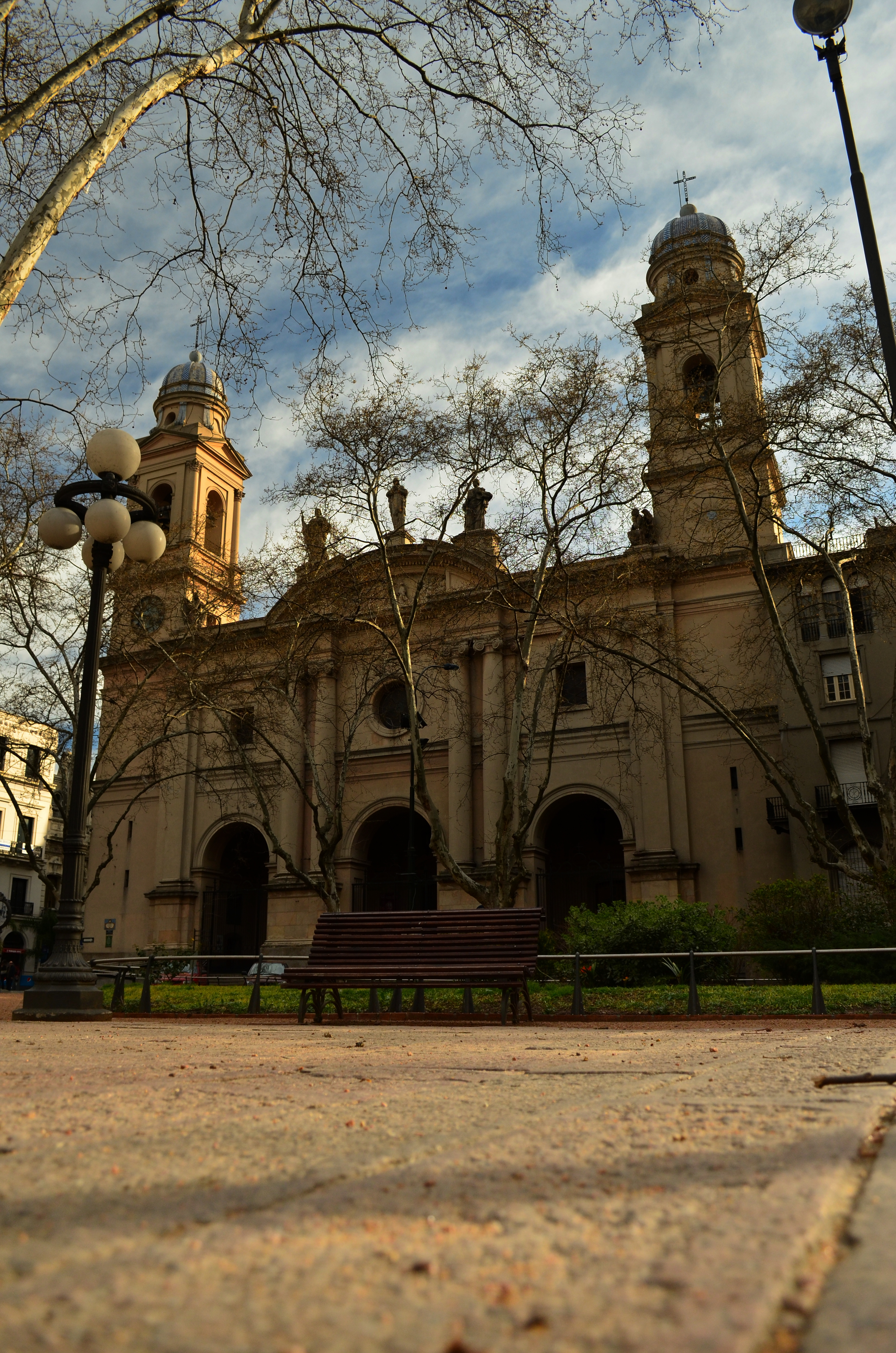
Catedral de Montevideo. Allí, Luis Dri fue ordenado presbítero.

Realizó su primera profesión de votos religiosos el 21 de febrero de 1945, vistiendo así el hábito franciscano capuchino. El 23 de febrero de 1949, realizó la profesión solemne.
Su ordenación sacerdotal fue el 29 de marzo de 1952, en la Catedral de Montevideo, a manos del arzobispo Antonio María Barbieri.

### Labor pastoral y formación
En 1953 asumió como director del Seminario Menor San Francisco de Carrasco y, en 1955, pasó a ser director del Seminario Seráfico de Villa Gobernador Gálvez (Argentina). Más adelante, en 1959, fue designado maestro de novicios en San Francisco de Carrasco.
En 1961, viajó a Europa para especializarse como formador de novicios. Entre 1962 y 1974, fue profesor en el Colegio y Liceo «Dr. Joaquín Secco Illa» de Uruguay.
Durante su paso por el colegio, cortaba pasto en el Aeropuerto Internacional de Carrasco, con el hábito puesto, y ese era el alimento de las vacas que criaba.
También tuvo un breve paso como párroco en Empalme y Colonia Nicolich, antes de convertirse en maestro de novicios en Minas, en 1976.
A inicios de 1983, fue destinado a la parroquia de San Enrique en Villa Gobernador Gálvez. En 1987, fue nombrado como párroco de Santa María de la Ayuda en El cerro de Montevideo. Posteriormente, fue trasladado, ejerciendo su labor pastoral como párroco del Santuario Nuestra Señora del Rosario de Pompeya en Buenos Aires (2000-2003) y luego en Mar del Plata.

### Confesor y director espiritual

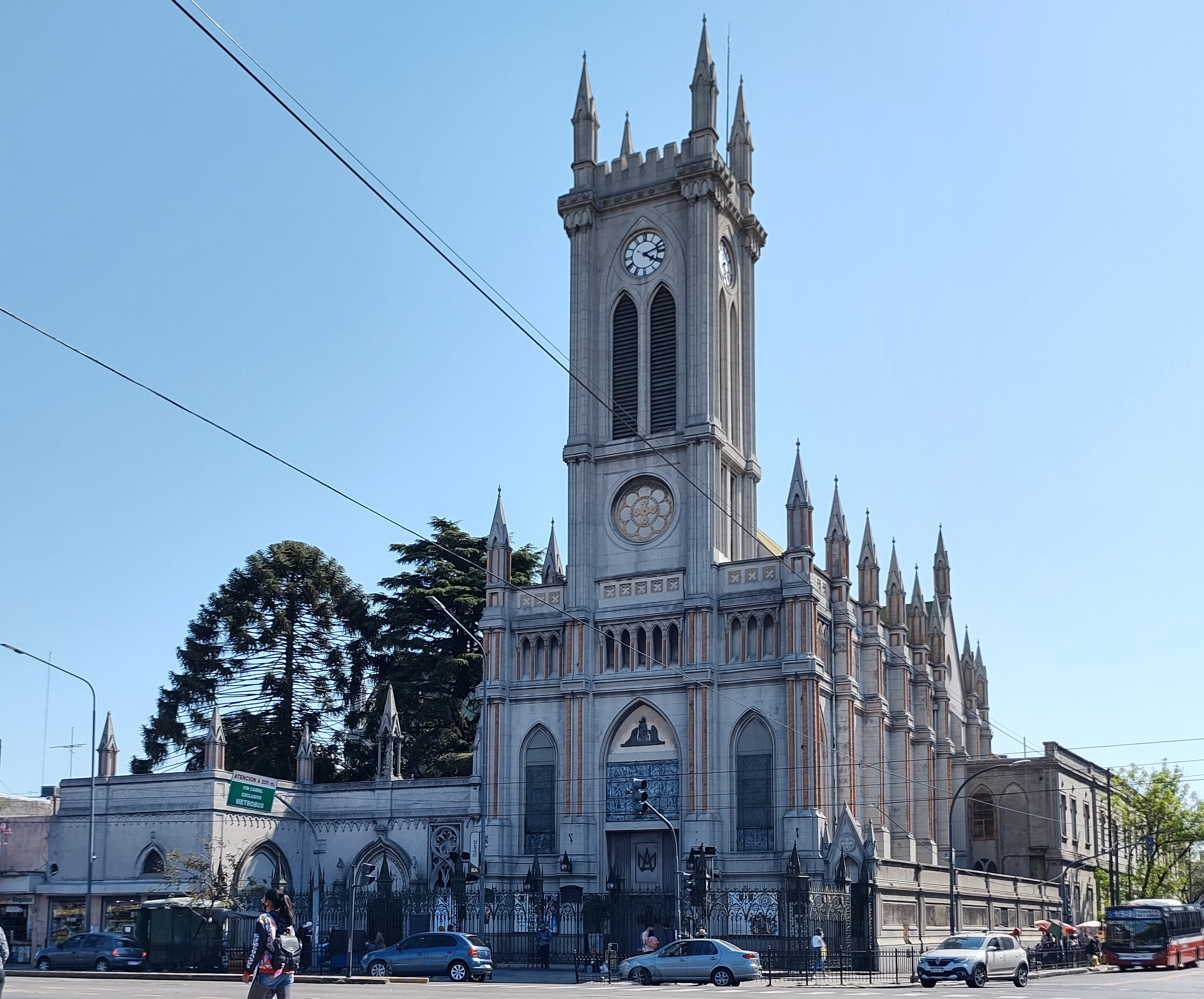
Santuario Nuestra Señora del Rosario de Pompeya de Buenos Aires. Allí, Luis Dri era confesor desde 2007.

En 2007, a la edad de 80 años, se retiró formalmente, pero continuó su servicio como confesor, regresando al Santuario de Pompeya, donde atendía durante varias horas al día.
Su labor fue reconocida por el papa Francisco, quien mencionó su trabajo como confesor en diversas ocasiones. Dri también señaló que Francisco, cuando era arzobispo de Buenos Aires, solía reunirse con él o enviar sacerdotes a consultarlo para recibir dirección espiritual.
A lo largo de su vida, Dri citó como modelos y mentores a los capuchinos Leopoldo Mandić y el Padre Pío, y al expresidente Nelson Mandela. En 1960, cuando ambos vivían en el mismo convento, el Padre Pío fue su confesor.

### Cardenalato
El 9 de julio de 2023, durante el Ángelus del papa Francisco, se hizo público que sería creado cardenal. Fue creado cardenal por el papa Francisco durante el consistorio del 30 de septiembre del mismo año, con el titulus de cardenal diácono de Santo Ángel en Pescheria. A dicha ceremonia en Roma, no pudo asistir por motivos de su avanzada edad y salud.
El 11 de octubre siguiente, recibió la birreta, el anillo cardenalicio y el pergamino con el Título otorgado por el Papa, de manos del arzobispo Mirosław Adamczyk, en una ceremonia presidida por el arzobispo-primado Jorge García Cuerva, y realizada en la Catedral de Buenos Aires.
A inicios de 2024, Dri se incorporó como columnista central del programa "Reza x mí", cuyo nombre hace referencia a la emblemática frase del papa Francisco. Desde entonces, su voz resonaba a través de Radio Grote, emisora nacida de la Federación de Círculos Obreros Católicos.
El 7 de marzo de 2025, el cardenal Luis Dri participó en la marcha organizada por movimientos populares en apoyo a la salud del papa Francisco. En una ocasión posterior, Dri destacó la necesidad de "seguir rezando por la salud" del sumo pontífice.

## Fallecimiento
Durante sus últimos años, Dri se desplazaba en silla de ruedas y afrontaba diversos problemas de salud, incluidas fracturas y otras dolencias. Fue sometido a múltiples intervenciones quirúrgicas y logró superar un cáncer de colon con metástasis. Pese a su avanzada edad, hasta el final de su vida continuó sirviendo desde el confesionario, donde pasaba largas horas cada día administrando el sacramento de la penitencia.
Falleció la noche del 30 de junio de 2025, a las 23:00, a la edad de 98 años.
La capilla ardiente se instaló el día posterior a su fallecimiento en el Santuario Nuestra Señora del Rosario de Pompeya, y sus exequias tuvieron lugar el 2 de julio siguiente.

## Posiciones políticas e ideológicas

### Sobre la situación social y política de Argentina
En septiembre de 2023, en una entrevista, el cardenal Luis Dri expresó su preocupación por la situación social y política de Argentina en el contexto de las elecciones presidenciales. Manifestó su deseo de que el papa Francisco visite el país, señalando que el pontífice recibe críticas dentro de un escenario de creciente polarización.
Durante la misma conversación, reflexionó sobre la identidad nacional y lamentó que “este pueblo ha dejado de ser pueblo” porque “cada uno piensa únicamente en sí mismo, sin mirar al otro.” Sostuvo que el perdón es un elemento clave contra el mal social y el egoísmo presente en ciertos proyectos políticos, y citó al papa Francisco, afirmando que “el perdón es la base de cualquier proyecto de sociedad futura más justa y solidaria.”

### Sobre el trabajo y el salario
El 7 de junio de 2024, durante un mensaje radial, enfatizó en la importancia del trabajo como fuente de dignidad humana y condenó enérgicamente la defraudación salarial, calificándola como un "tremendo crimen". Subrayó que el trabajo es una obligación y un deber que otorga plenitud al individuo, y destacó el respeto que merece todo trabajador:

"El trabajo es una obligación y un deber del hombre que lo hace digno y pleno... Pero no podemos ignorar que son realmente difíciles los derechos y deberes dentro de los cuales deben mantenerse los ricos, los propietarios, y quienes aportan el trabajo. Discusión peligrosa porque hombres turbulentos y astutos tuercen el juicio de la verdad. Para incitar sediciosamente a la multitud

Para determinar la medida del salario se debe considerar varias razones. Pero es innegable que los ricos, los patrones, tengan presente que oprimir para su lucro a los necesitados y débiles, y buscar su ganancia en la pobreza ajena, no lo permite ni las leyes divinas, ni humanas. Defraudar a alguien en el salario es un tremendo crimen.

El trabajo no tiene como fin único ganar dinero, pero claro que, si lo necesitamos y más en este momento que necesitamos mucho, pero indiscutible que dignifica a la persona que gana el pan con su esfuerzo. Por el contrario, quien espera la ayuda gratuita sin aportar nada de su parte"
Luis Pascual Dri, Radio Grote, 7 de junio de 2024

### Sobre la religiosidad popular
Dri ha reflexionado sobre la religiosidad popular, destacándola como una espiritualidad vivida por personas sencillas y humildes. Según Dri, esta forma de fe no se basa en la cultura o educación religiosa, sino en un vínculo auténtico y directo con lo divino. Se manifiesta a través de prácticas como peregrinaciones, uso de agua bendita y contacto físico con imágenes de santos. Dri enfatiza que esta religiosidad es una expresión genuina de fe, donde Dios se muestra cercano a quienes lo buscan sinceramente:

La religiosidad popular es una espiritualidad (…) en la gente sencilla, no en la gente suficiente, es en los sencillos, humildes (…) en los que creen que no saben comunicarse con Dios. Es una manera única de vivir la fe.

Para identificar los gestos de religiosidad popular vean (…) quienes recogen agua bendita, tocan la imagen de los santos, o quienes caminan a los santuarios juntos. Me acerco a esta religiosidad no con ánimos de condenar, sino con ánimos de amar.
Luis Dri, Diario Ámbito, 28 de julio de 2024

## Publicaciones
- No tengan miedo de perdonar (2017)[8] [a] En coautoría con Metalli Alver y Tornielli Andrea. Ed. San Pablo, ISBN 978-987-09-0466-3